# Ashby (Minnesota)
Ashby – miasto w Stanach Zjednoczonych, w stanie Minnesota, w hrabstwie Grant.